# Блен, Алексис
Алекси́с Блен (фр. Alexis Blin; род. 16 сентября 1996[…], Ле-Ман) — французский футболист, полузащитник итальянского клуба «Палермо».

## Клубная карьера
Блен — воспитанник клубов «Ле-Ман» и «Тулуза». 11 января 2015 года в матче против «Лиона» он дебютировал в Лиге 1, в составе последнего. 4 ноября 2017 года в поединке против «Нанта» Алексис забил свой первый гол за «Тулузу». Летом 2018 года Блен был отдан в аренду в «Амьен». 15 сентября в матче против «Лилля» он дебютировал за новую команду. 10 ноября в поединке против своего бывшего клуба «Тулузы» Алексис забил свой первый гол за «Амьен».
Летом 2021 года Блен перешёл в итальянский «Лечче», подписав контракт на 3 года. 22 августа в матче против «Кремонезе» он дебютировал в итальянской Серии B. 15 марта 2022 года в поединке против «Козенцы» Алексис забил свой первый гол за «Лечче». по итогам сезона игрок помог клубу выйти в элиту. 13 августа в матче против миланского «Интера» он дебютировал в итальянской Серии A.   
25 июля 2024 года клуб «Палермо» объявил о приобретении Блена из «Лечче».

## Международная карьера
В 2015 году Блен в составе юношеской сборной Франции принял участие в юношеском чемпионате Европы в Греции. На турнире он сыграл в матчах против команд Греции, Австрии и Испании. В поединке против австрийцев Алексис забил гол.